# Ford Motor Company
La Ford Motor Company (NYSE F) (sovint anomenada simplement Ford o Ford's) és una empresa multinacional estatunidenca fabricant d'automòbils amb base a Dearborn, Michigan, Estats Units. Va ser fundada el 16 de juny de 1903 per Henry Ford a Detroit, Michigan. Segons la revista Fortune, DaimlerChrysler i Toyota Motor van superar a Ford situant-se com el segon i tercer grup de constructors d'automòbils mundial amb més ingressos l'any 2004. Durant molts anys Ford va ser el primer fabricant global per davant de General Motors. Ford continua essent una de les 500 corporacions més grans per ingressos.
La Ford Motor Company abasta també Volvo, Aston Martin, Mazda, Mercury i Lincoln.
Ford té plantes de construcció a molts països del món, i crea automòbils per a diferents països basant-se en gustos locals. Actualment ofereix dos models de vehicle híbrid, el Focus C-Max i el Ford Escape.
L'any 2011 va rebre l'Alta Distinció de la Generalitat Valenciana.
Ford és el segon major fabricant d'automòbils amb seu als Estats Units (precedit per General Motors) i el cinquè més gran al món (per darrere de Toyota, Volkswagen, Hyundai Motor Group i General Motors) basat en la producció de vehicles de 2015. A finals de 2010, Ford va ser el cinquè major fabricant d'automòbils a Europa. Durant l'any 2021, i per setè any consecutiu, Ford va ser la marca més venuda a Europa en el segment de vehicles comercials (furgonetes, furgons i els seus derivats).
L'empresa va tenir una base d'ingressos globals en 2009 de $ 118,3 mil milions. En 2008, Ford va produir 5,532 milions d'automòbils i va emprar a prop de 213.000 empleats en al voltant de 90 plantes i instal·lacions a tot el món. La companyia va sortir a borsa en 1956, però la família Ford, a través d'accions especials de Classe B, encara conserven el 40 per cent dels drets de vot.
L'any 2015 Ford Motor Company tanca l'exercici de l'any 2014 amb un total de 6,32 milions d'unitats venudes i 144.100 milions de dòlars d'ingressos.

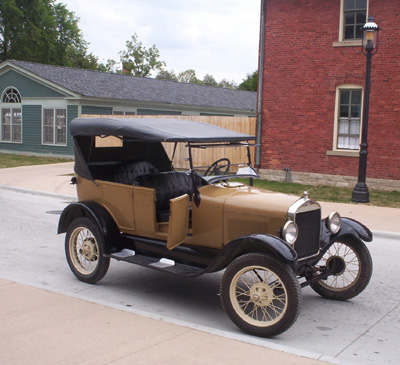
Ford T

## Història

### Els inicis
Ford va començar operacions per primera vegada el 1903 amb $28.000 dòlars de 12 inversors. En els seus primers anys, Ford produïa uns pocs cotxes Alfabet per dia a la seva fàbrica situada a l'Avinguda Mack de Detroit, Michigan. Grups de dos o tres homes treballaven amb cada peça utilitzant components fabricats en altres companyies. Henry Ford tenia 40 anys quan va fundar la Ford Motor Company, la qual creixeria fins a ser una de les companyies més grans i lucratives del món, i també una de les poques empreses que van sobreviure a la Gran Depressió dels anys 30.

### El desenvolupament
El 1908, la Companyia Ford va llançar el model Ford T. La seva primera versió va ser produïda a la Planta Manufacturera de Piquette. La companyia va mudar les instal·lacions de producció a la Planta de Highland Park (més gran que l'anterior) per a poder satisfer la demanda del nou T. Cap a 1913, la companyia havia desenvolupat totes les tècniques bàsiques d'una línia de producció i producció en massa i es varen produir els fets que donaren lloc a El Cas Ford. Ford va crear la primera línia de producció mòbil del món aquell any, la qual va acabar reduint el temps de muntatge del xassís de 12 hores i mitja a 2 hores i 40 minuts. Ford també es va preocupar d'instaurar una publicitat massiva a Detroit, assegurant-se que en cada editor apareguessin històries i anuncis sobre el seu nou producte. El seu sistema de concessionaris locals va permetre que l'automòbil estigués disponible a cada ciutat dels EUA. Per la seva banda, els concessionaris (empresaris independents) van ser enriquint-se i van ajudar a fer publicitat la idea mateixa de l'automobilisme, començant a desenvolupar-se els clubs automobilístics per ajudar als conductors i per sortir més enllà de la ciutat. Ford estava encantat de vendre als grangers, que miraven el vehicle com un invent més per ajudar-los en el seu treball.
Les vendes es van disparar. Durant diversos anys s'anaven batent els propis rècords de l'any anterior. Les vendes van sobrepassar els 250.000 vehicles en 1914. Per la seva banda, sempre a la caça de la reducció de costos i major eficiència, Ford va introduir en les seves plantes en 1913 (any en el qual es va instal·lar a Argentina) les cintes d'assemblatge mòbils, que permetien un increment enorme de la producció.
Si bé se li sol donar el mèrit a Ford per aquesta idea, les fonts contemporànies indiquen que el concepte i el seu desenvolupament va partir dels empleats Clarence Avery, Peter E. Martin, Charles E. Sorensen i C. H. Wills. En 1916 el preu havia caigut a 360 dòlars per l'automòbil bàsic, arribant les vendes a la xifra de 472.000.
En 1920 la meitat dels cotxes dels EUA eren el model T de Ford. Ford va escriure a la seva autobiografia que «qualsevol client pot tenir el cotxe del color que vulgui sempre que sigui negre». Fins a la invenció de la cadena d'assemblatge, en la qual el color que s'utilitzava era el negre perquè tenia un temps d'assecat més curt, sí que va haver-hi Ford T en altres colors, incloent el vermell. El disseny va ser ferventment impulsat i defensat per Henry Ford, i la seva producció va continuar fins a finals de 1927. La producció total final va ser de 15.007.034 unitats, rècord que es va mantenir durant els següents 45 anys.
En 1920 el president dels EUA Woodrow Wilson va demanar personalment a Henry Ford que es presentés a les eleccions al Senat per l'estat de Michigan com a representant del partit demòcrata. Encara que la nació es trobava en guerra, Ford es va mostrar com un polític pacifista i defensor de la Societat de Nacions. Pel que al desembre de 1918 Henry Ford va passar la presidència de la seva companyia al seu fill, Edsel Ford. Henry, no obstant això, va mantenir la seva autoritat sobre les decisions finals i en ocasions va modificar alguna de les decisions del seu fill. Henry i Edsel van comprar totes les accions que quedaven de la resta d'inversors amb el que la propietat absoluta de la companyia va quedar en la família.

### Evolució del logotip

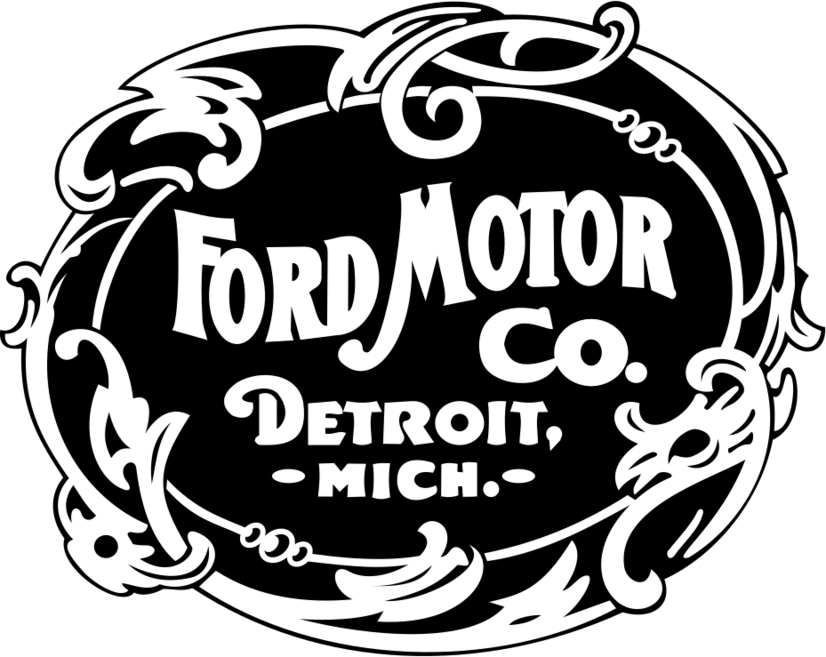
1903-1909
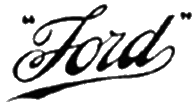
1909-1911
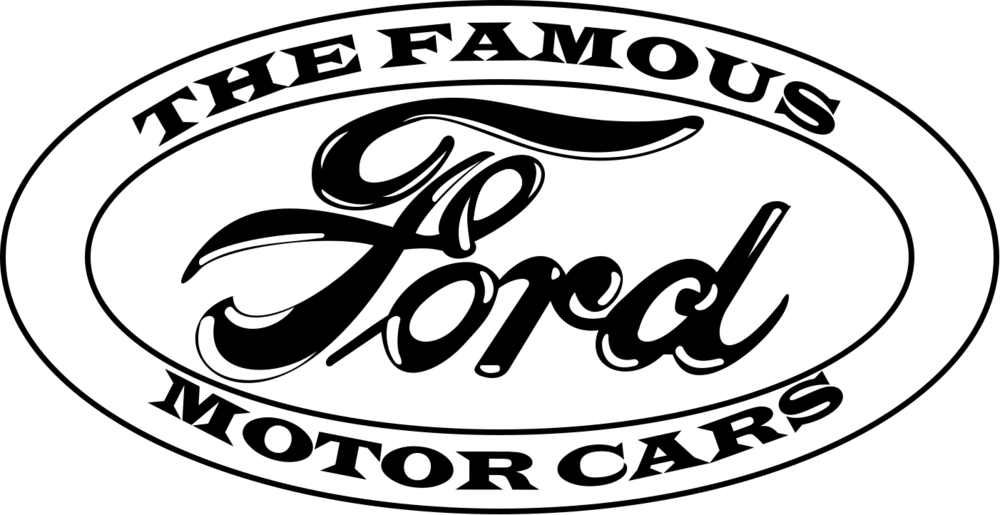
1911-1912
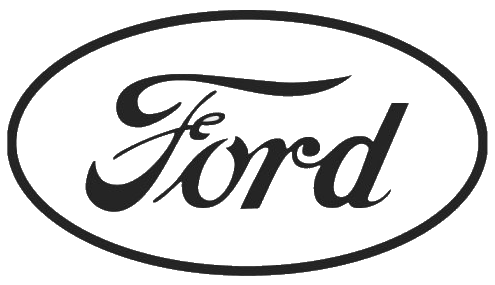
1912
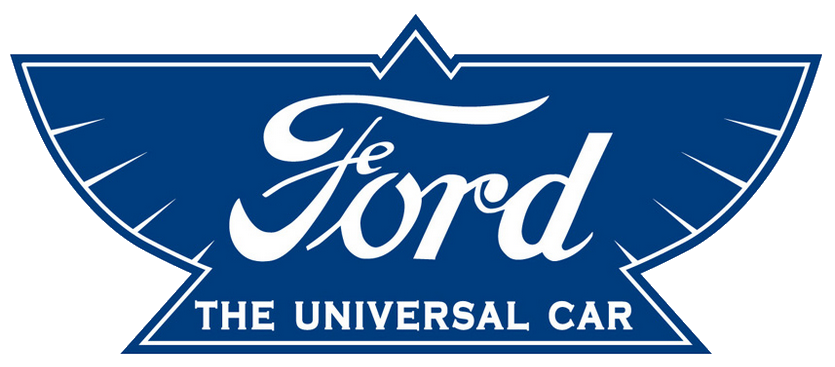
1912-1927
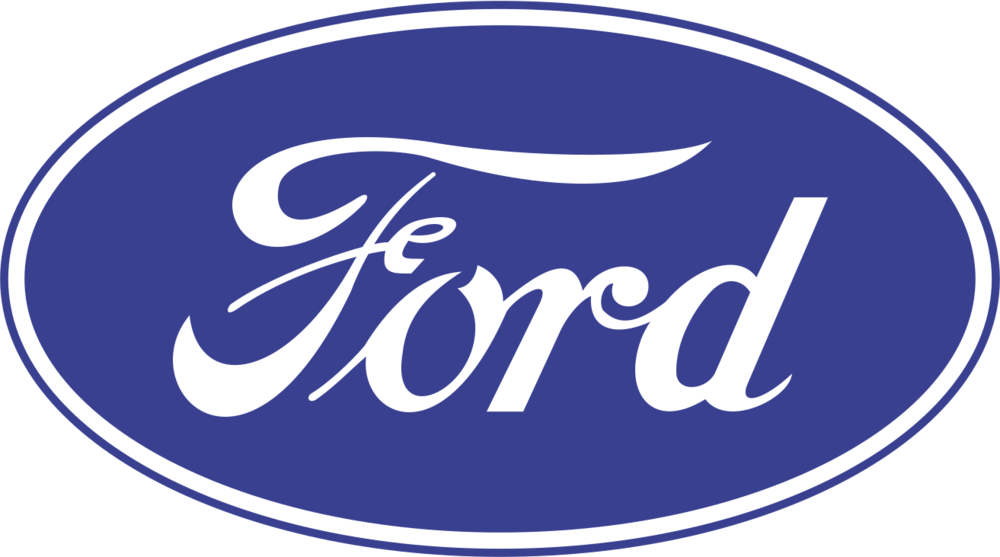
1927-1962
1962-2003
2003 - actualitat

## Assumptes corporatius
Els membres de la junta de Ford al maig de 2017 eren: Stephen Butler, Kimberly Casiano, Anthony F. Earley, Jr., Edsel Ford II, William Clay Ford Jr. (President Executiu), Jim Hackett (President i CEO), James H. Hance, Jr., William W. Helman IV, Jon M. Huntsman, Jr., William I. Kennard, John C. Lechleiter, Ellen Marram, Gerald L. Shaheen, John L. Thornton, Lynn Vojvodich i John S. Weinberg.

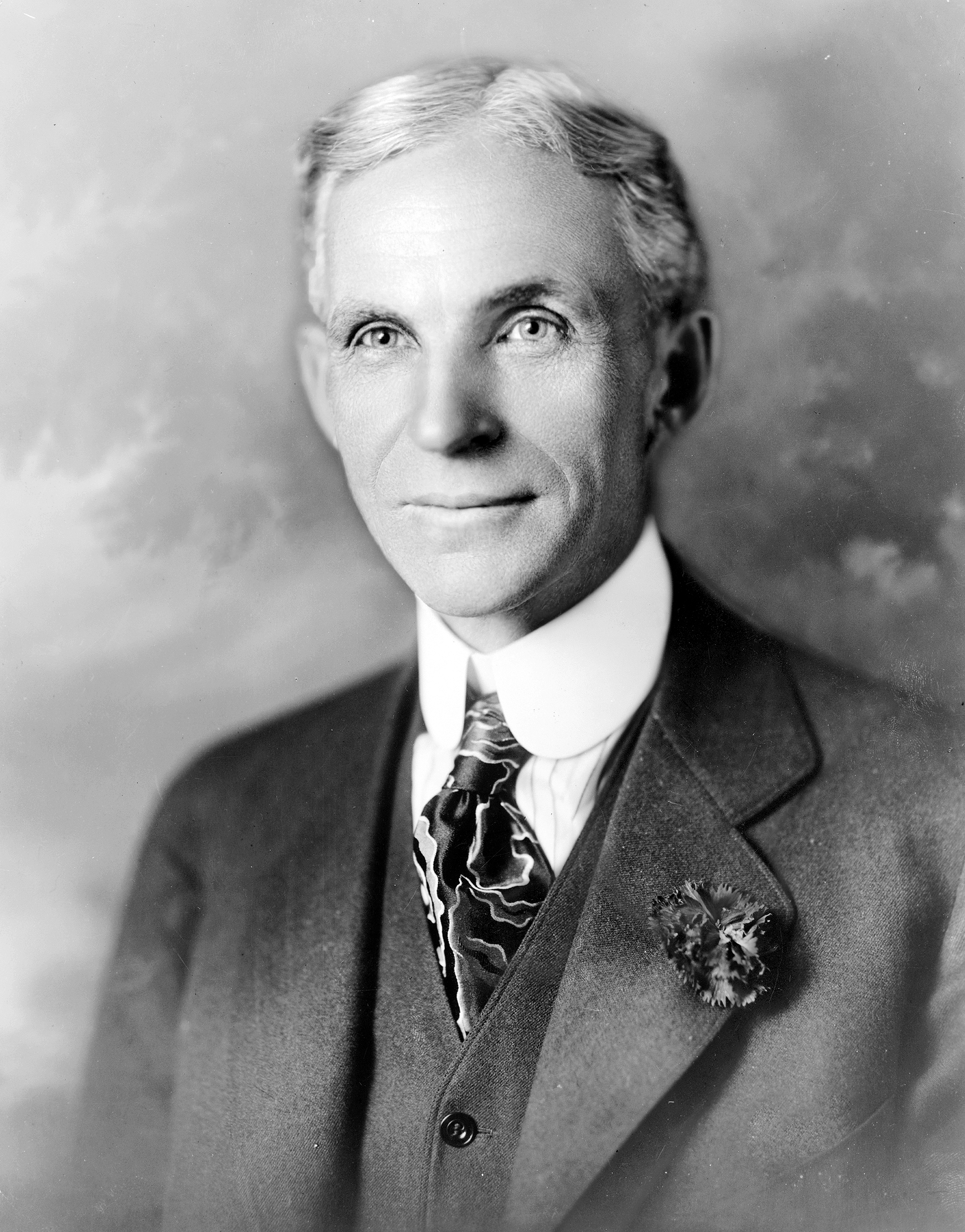
Henry Ford.

### Resultats financers
En 2010, Ford va obtenir un benefici net de $ 6.6 mil milions i va reduir el seu deute de $ 33,6 mil milions a $ 14.5 milions juntament amb una reducció dels pagaments d'interessos en $ 1 bilió després del seu benefici net en 2009 de $ 2,7 mil milions. Als EUA, la sèrie F va ser el vehicle més venut de 2010. Ford va vendre 528.349 camionetes de la sèrie F durant l'any, un increment del 27,7% pel que fa a 2009, d'un total de vendes d'1,9 milions de vehicles, o un de cada quatre vehicles que Ford va vendre. Les vendes de camionetes formen una gran porció dels guanys de Ford als EUA. Avui en dia l'ajust de Ford també va incloure la venda de la seva filial de propietat total, Hertz Rent-a-Car a un grup de capital privat per $ 15 mil milions en efectiu i l'adquisició del deute. La venda es va completar el 22 de desembre de 2005. Una empresa conjunta de 50-50 amb Mahindra & Mahindra de l'Índia, anomenada Mahindra Ford India, Limited (mIFL), va acabar amb la compra de Ford amb la participació restant de Mahindra de la companyia en 2005. Ford havia pujat prèviament la seva participació fins al 72% en 1998. entre 2007 i 2012, Ford es va beneficiar de $ 1,57 mil milions en incentius fiscals locals.

## Automobilisme

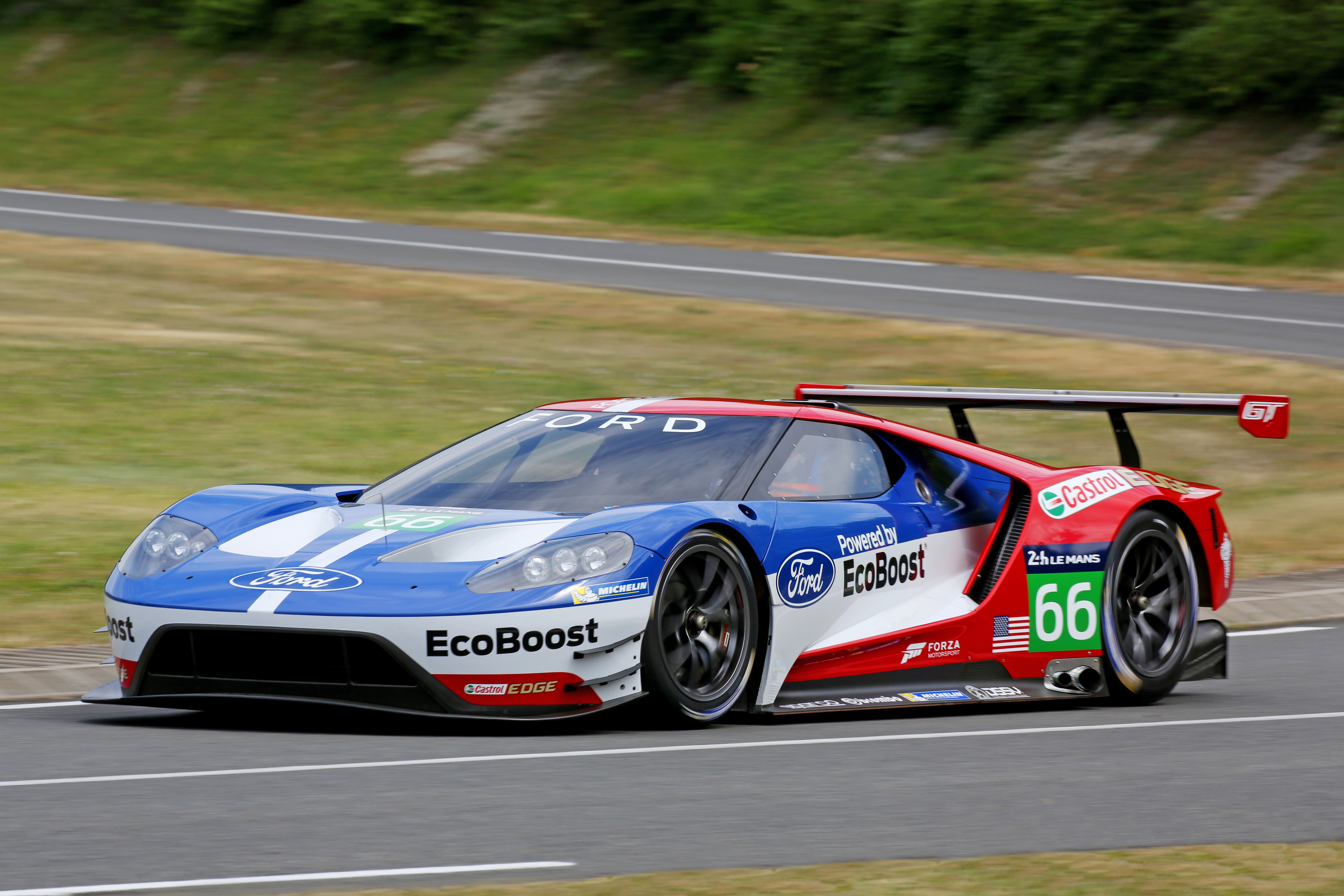
Ford GT de le Mans.

Ford ha competit oficialment en carreres d'automobilisme en nombroses disciplines i regions.
A la Fórmula 1, Ford va ser proveïdor de motors des de 1967 fins a 2004 a través de la preparadora Cosworth. Va aconseguir 176 victòries de la mà dels equips Lotus i McLaren entre d'altres. També va participar de manera semioficial amb Stewart Grand Prix des de 1997 fins a 1999, i amb Jaguar Racing des de 2001 fins a 2004.
Ford també va competir en IndyCar en col·laboració amb Cosworth. Va aconseguir sis victòries en les 500 Milles d'Indianàpolis des de 1965 fins a 1971 per part dels pilots Jim Clark, Graham Hill, A. J. Foyt, Mario Andretti i Al Unser, i altres dos en 1995 i 1996 amb Jacques Villeneuve i Buddy Lazier.
També als Estats Units, ha participat a la Copa NASCAR amb les seves marques Ford (des de 1955), Mercury (dècades de 1950 a 1980), Lincoln (1949 a 1957) i Edsel (1959), de la mà dels equips Roush, Penske, Petty i Yates entre d'altres. Ha tingut entre els seus pilots a Buck Baker, Ned Jarrett, David Pearson, Bill Elliott, Dale Jarrett i Matt Kenseth.

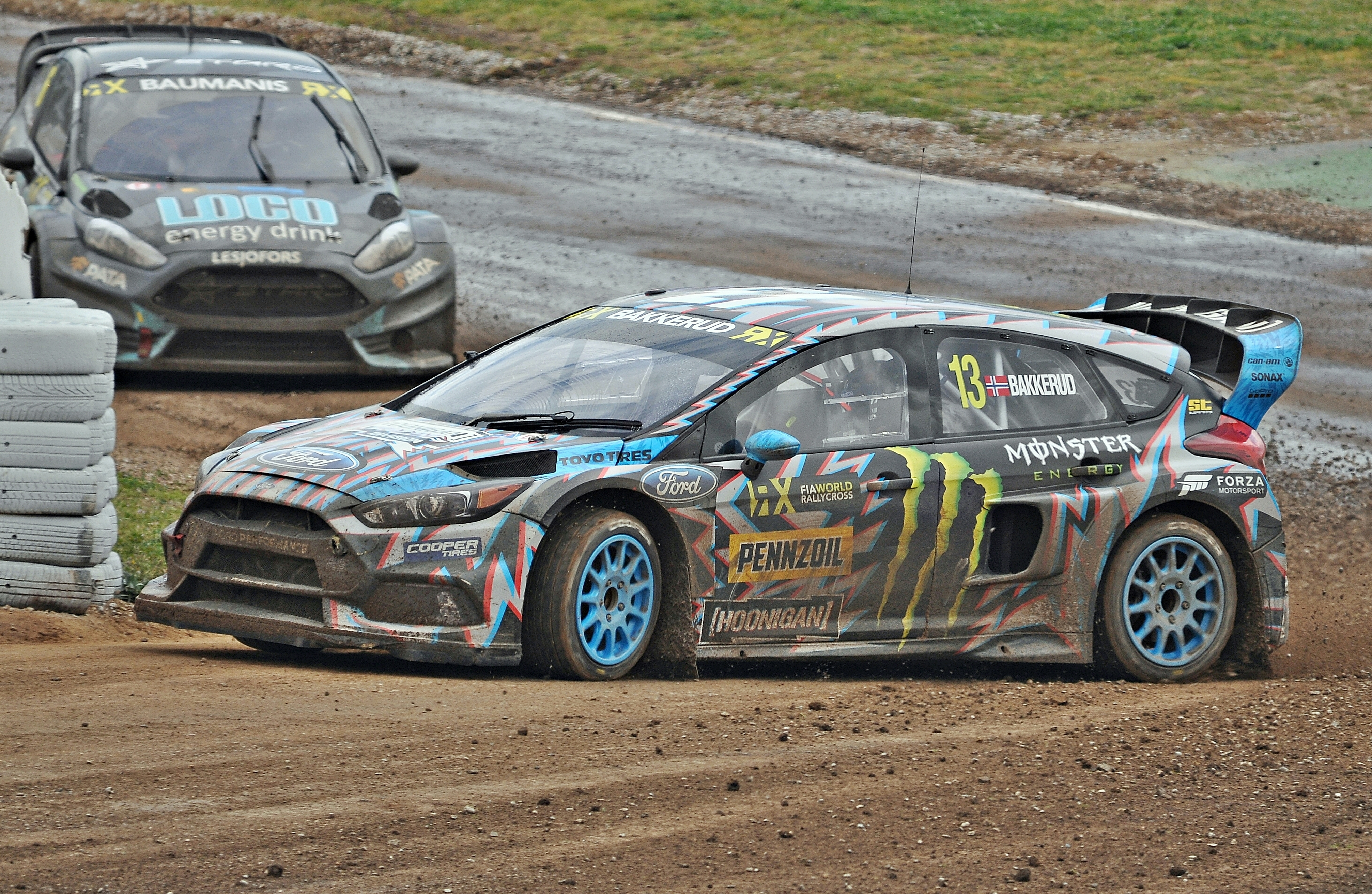
Ford Focus del campionat Mundial de Rallycross.

En automòbils esportius, el Ford GT40 va guanyar en 1966 per primera vegada les 24 Hores de Lemans amb Ken Milers i Bruce McLaren de l'equip de Carroll Shelby al volant. Després van ser altres tres, total quatre edicions consecutives des de 1966 fins a 1969 amb els equips de Carroll Shelby i John Wyer, i va guanyar el Campionat Mundial de Resistència de 1966, 1967 i 1968. Entre 2016 i 2019, la marca va disputar el Campionat Mundial de Resistència i el IMSA SportsCar Championship amb el Ford GT de segona generació.
A més, Ford ha competit oficialment amb el Ford Mustang a la Trans-Am i el Campionat IMSA GT. Actualment produeix automòbils client pel SCCA World Challenge i el Continental Tire Challenge.
A Europa, Ford ha participat en ral·li des de la dècada de 1960. Va disputar el Campionat Mundial de Ral·li des de 1973 fins a 1979, resultant campió de marques i pilots amb Björn Waldegård en 1979, i subcampió de marques en 1977 i 1978. La marca va participar intermitentment des de 1986 fins a 1996. En 1997 va consolidar la seva participació oficial amb l'estructura de M-Sport, adoptant la denominació Ford World Rally Team. Va ser campió de marques en 2006 i 2007, alhora que va aconseguir deu subcampionats fins que va deixar de competir oficialment després de 2012.
Ford també s'ha destacat en el Campionat Europeu de Rallycross, el Campionat Global de Rallycross i els X Games amb els pilots Martin Schanche, Kenneth Hansen, Sverre Isachsen, Toomas Heikkinen, Andreas Bakkerud, Tanner Foust, Ken Block i Brian Deegan.
En turismes, Ford es va destacar amb el Ford Sierra en el Campionat Mundial de Turismes i el Campionat Britànic de Turismes. En la dècada de 1990, va participar amb el Ford Mondeo en els diferents campionats de Superturismo. Des de la dècada de 2000, ha competit amb el Ford Focus en el Campionat Mundial i el Campionat Britànic, encara que el seu suport oficial ha estat esporàdic.
D'altra banda, Ford té una llarga tradició en el Turismo Carretera argentí i el V8 Supercars australià, on manté una forta rivalitat amb les marques Chevrolet i Holden de General Motors.

## Models
- Ford Popular

## Galeria d'imatges

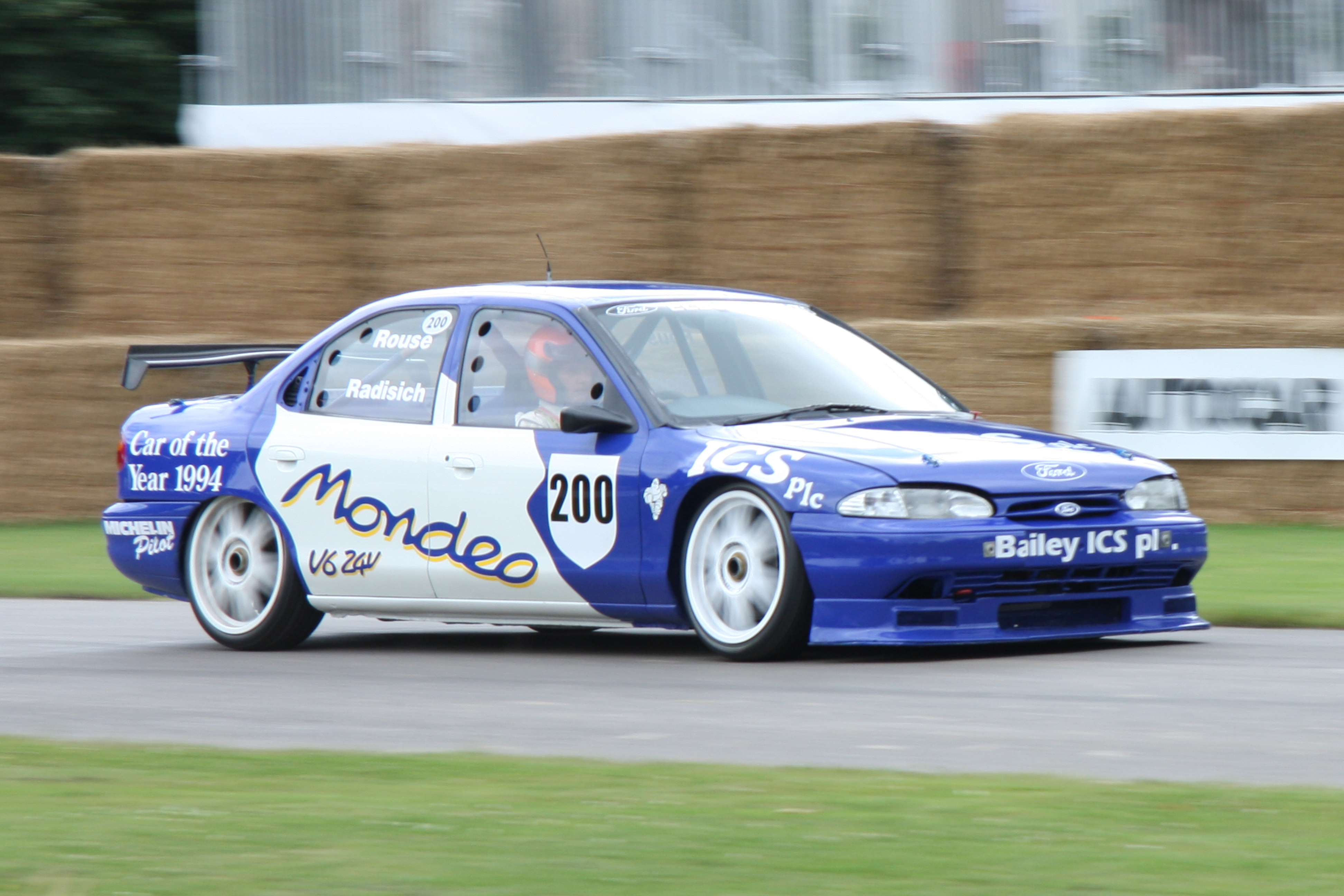
Ford Mondeo de Superturismo.
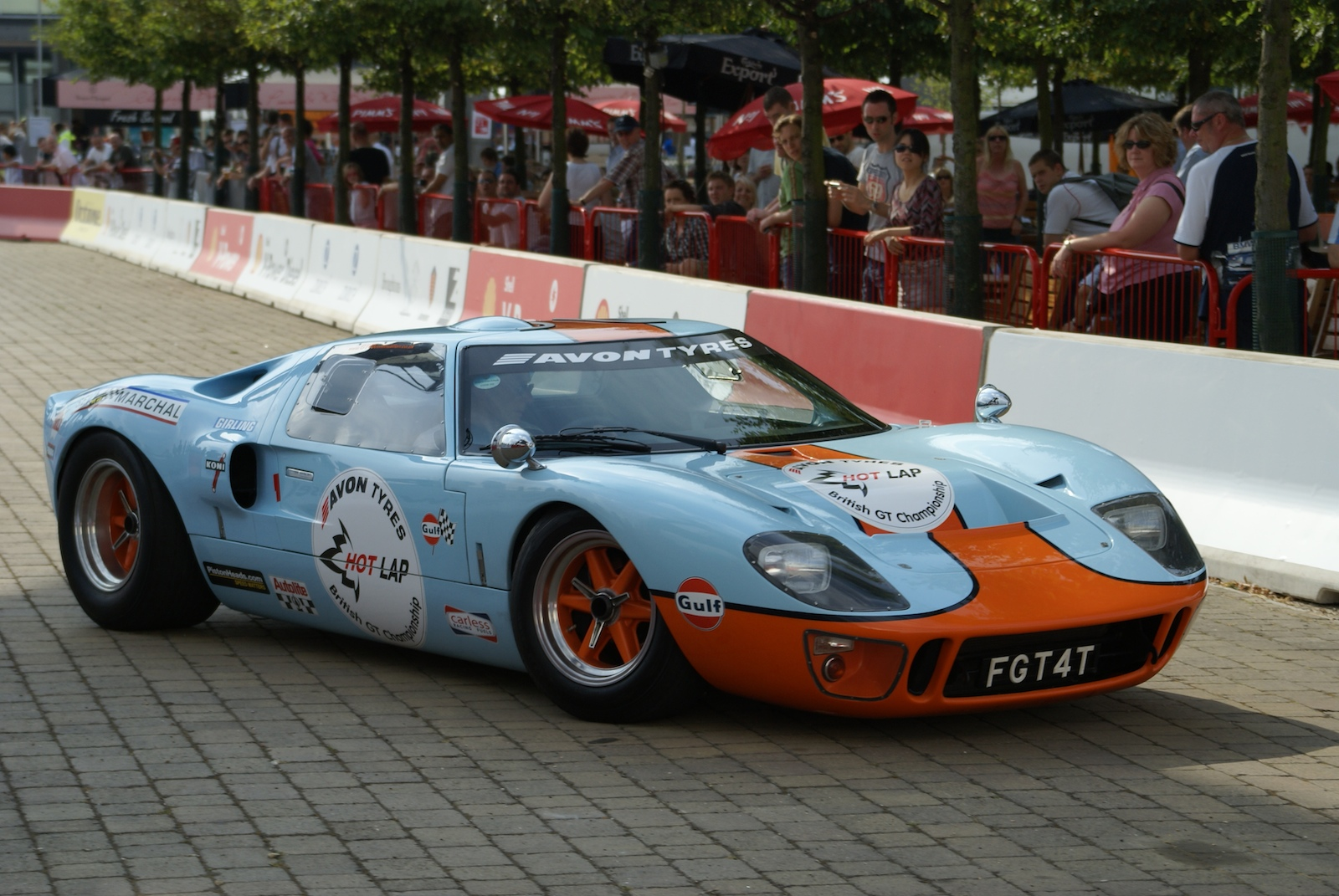
Ford GT40 de le Mans.
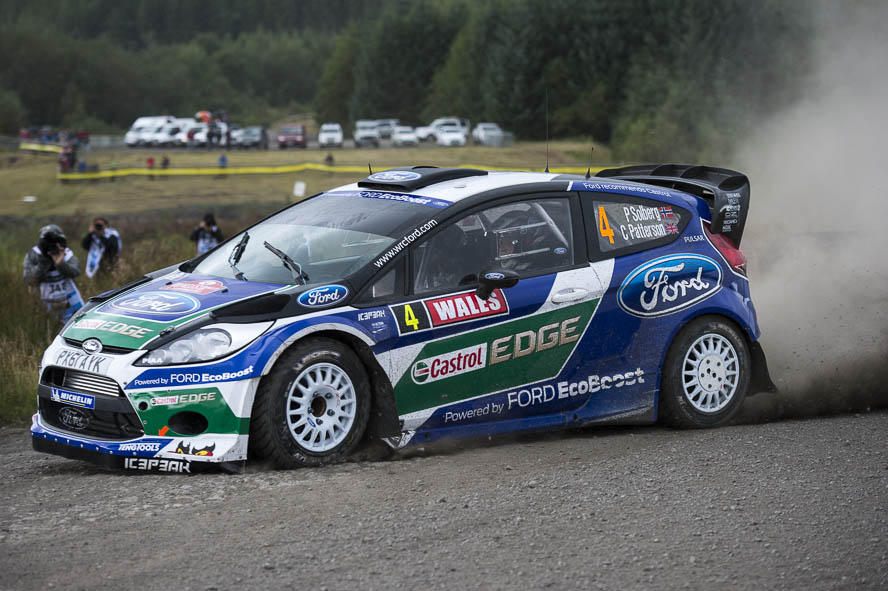
Ford Fiesta del Campionat Mundial de Ral·li
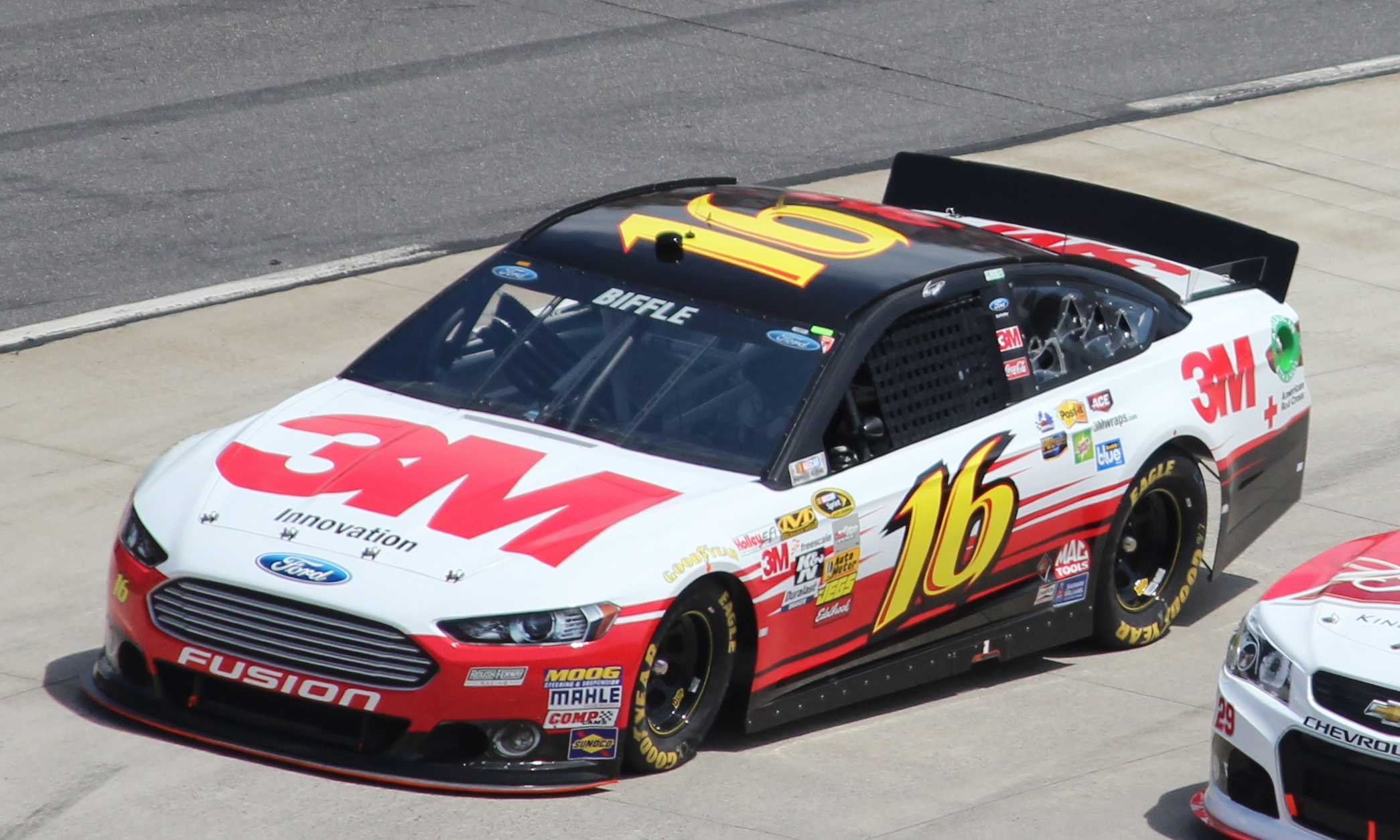
Ford Fusion de la Copa NASCAR.